# ECCO

Ecco 고 프로 골프 슈

ECCO(ECCO Sko A/S)는 덴마크의 신발 제조사이자 소매업체이다. 1963년 Karl Toosbuy에 의해 덴마크 브레데브로에서 설립되었다. 이 기업은 시작부터 풋웨어 생산만 했으나 그 뒤로 가죽, 액세서리, 소형 가죽 제품들을 생산하는 것으로 확대했다. ECCO는 1982년 덴마크에서 첫 소매점을 열었다. ECCO는 가족이 운영하며 전 세계 직원 수는 21,300명이며 99개국에서 2,250개점을 운영 중이다.

## 생산
ECCO는 네덜란드, 태국, 인도네시아, 중화인민공화국에서 무두질 공장을 소유하고 있다. ECCO 신발의 약 98%가 포르투갈, 슬로바키아, 태국, 인도네시아, 베트남, 중화인민공화국에서 자체공장에서 생산 중이며 인도에서는 일부 라이선스를 통해 생산 중이다.